# Paul van Dyk
Paul van Dyk (zkráceně PvD, vlastním jménem Matthias Paul, * 16. prosince 1971 Eisenhüttenstadt) je trance DJ, remixer a hudební producent.

## Život a kariéra
Narodil se 16. prosince 1971 v malém východoněmeckém městě Eisenhüttenstadt (spolková země Braniborsko) a své dětství strávil v komunistické východní části Berlína. Už v této době, kdy neexistovala ve východním Německu téměř žádná klubová scéna, sledoval západní média a nechával se inspirovat západní hudbou, z které ho nejvíce zaujali The Smiths a New Order. Krátce před pádem železné opony, dostali Paul a jeho matka povolení opustit východní Německo a přestěhovat se do Hamburku, kde žili u své tety. Po pádu Berlínské zdi v roce 1989 se v Německu začala rozrůstat techno kultura, ale Paul v této energické hudbě něco postrádal a tak se snažil najít něco jiného, nového.
První živé vystoupení jako DJ měl v berlínském klubu Tresor v březnu 1991. Tento první úspěch motivoval Paula k další produkci. U berlínského labelu MFS vydal dvě skladby Perfect Day (1992) a How Much Can You Take (1993), na kterých spolupracoval spolu s novinářem a hudebním producentem Cosmic Baby (vlastním jménem Harald Blüchel). Jako dvojice vystupovali pod názvem The Visions Of Shiva. Paul se neustále zdokonaloval a jeho remix skladby Love Stimulation (původně od DJ Humate) se v roce 1993 stal klubovým hitem roku. Do popředí se dostal také díky svému hraní v legendárním berlínském klubu E-Werk (od roku 1994). V tomto roce vydal také své vlastní debutové album 45 RPM (v překladu 45 otáček za minutu, používaných u vinylových desek). Po dvou letech následovalo další neméně úspěšné album s názvem Seven Ways, které ještě více upevnilo Paulovo místo mezi 100 nejlepšími trance DJi světa. V tomto období už začali přicházet pozitivní ohlasy také ze strany konzervativních anglických hudebních médií, což potvrdilo i vyhlášení alba Seven Ways jako nejlepšího alba roku časopisem DJ Magazine a jeho čtenáři. Dvě skladby z tohoto alba, Beautiful Place a Forbidden Fruit, dosáhly čestného místa v britském žebříčku Top 100.
Netrvalo dlouho a Paul musel ukončit svůj kontrakt s vydavatelstvím MFS a zároveň tak přišel také o svého přítele Marka Reedera, majitele tohoto vydavatelství. Toto byla Paulova první negativní zkušenost způsobená slávou a médii. Rozhodl se spolu se svým týmem založit vlastní vydavatelství Vandit Records, se kterým prezentuje sebe, ale i jiné talentované DJe. Za pomoci vydavatelství Deviant Records, které má na starosti vydávání Paulových alb ve Velké Británii, byla v roce 1998 vydaná sbírka jeho nejlepších remixů pod názvem Vorsprung Dyk Technik. Obsahuje 33 remixů na třech CD, například For an Angel nebo remix skladby 1998 původně od Binary Finary, ale také starší klasiky jako Love Stimulation a Playing with the Voice in Germany. V tomto roce bylo také ve Velké Británii znovuvydané album 45RPM a dosáhlo v žebříčcích prvního místa. Rok po vydání, na podzim 1999, přesáhlo album Vorsprung Dyk Technik hranici 60 tisíc prodaných kusů ve Spojeném království. V roce 2000 vychází další album Out There And Back obsahující, kromě jiného, také singl Tell Me Why (The Riddle). Paul nepřestává tvořit, a tak už za rok vydal album The Politics of Dancing a rok po něm se podílí na tvorbě soundtracku k mexickému filmu Zurdo.
V roce 2003 vydává Paul v krátkém čase hned dvě alba – Reflections obsahující 13 skladeb a Global (vydaný také vizuálně na DVD), který zachytává zážitky z cest po světě. Nothing But You, jedna za skladeb z alba Reflections a zároveň další vydaný singl vyprodukovaný ve spolupráci s Hemstock & Jennings, prorazil do rádií po celém světě. Objevila se také v závodní sérii Need for Speed. Další skladba z tohoto alba, Time Of Our Lives, také vydaná jako singl, vznikla na základě spolupráce Paul van Dyka s rockovou kapelou Vega 4. Za celkem krátkou dobu dosáhla prvního místa v anglických a německých hitparádách. Nedlouho po tom byl vydán další singl Crush, taktéž jedna ze skladeb z alba Reflections, který vznikl ve spolupráci s Petrem Heppnerem, zpěvákem německé skupiny Wolfsheim. V roce 2005 vyšlo další album The Politics of Dancing 2, na kterém je i nový singl The Other Side. Při příležitosti vydání tohoto alba se Paul van Dyk vydal na turné s názvem The Politics of Dancing 2 World Tour, které začalo v roce vydání 2005 a pokračovalo i v roce 2006.
V roce 2004 se Paul zúčastnil kampaně Rock the Vote, kde spolu s umělci jako Bono, Mary J. Blige, Lenny Kravitz a Black Eyed Peas vyzýval americkou mládež, aby uplatnila své právo volit v prezidentských volbách. To bylo poprvé, kdy se interpreti elektronické hudby zapojili do kampaně podobného druhu.
Paul van Dyk také uvádí show na radiu Fritz, každou středu v 20:00 GMT. Ve svých posledních živých vystoupeních používá dva laptopy PowerBook se Serato Scratch LIVE a software Ableton Live, který mu umožňuje plně využít zkušenosti z klubů. Přímé mixování a skládání jsou právě jedny ze schopností potřebných k této nové metodě hraní.

## Ocenění
Během své kariéry získal Paul několik ocenění. V roce 1999 byl časopisem DJ zvolený za Nejlepšího producenta hudby a překonal tak DJe, jako jsou Fatboy Slim (2. místo) nebo Paul Oakenfold (3. místo). V tomto roce si také odnesl z předávání hudebních cen v Londýně titul Nejlepší mezinárodní DJ. Toto ocenění získal také od časopisu Ministry of Sound. Další anglický časopis Muzik ho označil za Vůdce trancu. Čtenáři tohoto magazínu navíc ohodnotili jeho šestihodinový set, který hrál na akci Gatecrasher, jako druhou nejlepší klubovou noc vůbec. Ještě byl v tomto roce časopisem Mixmag označený za Muže roku. V roce 2004 získal titul Nejoblíbenější americký DJ od časopisu BPM Magazine. Ze soutěže Dancestar Awards, která se konala také v roce 2004, si domů odnesl hned tři ceny – Nejlepší mezinárodní DJ, Nejlepší akce a Nejlepší hudba k reklamě (pro společnost Motorola). V březnu pak vyhrál Mexického oskara za hudbu k filmu Zurdo. Následně byl v roce 2005 na základě průzkumu vyhlášený nejlepším DJem světa, čímž na žebříčku Top 100 předehnal DJe Tiësta. Své prvenství v anketě DJMag obhájil i v roce 2006.

## Diskografie

### Alba
- 1994 45 RPM (Remixes Per Minute)
- 1996 Seven Ways
- 2000 Out There And Back
- 2002 Zurdo: Musica Original de la Pelicula (Soundtrack)
- 2002 Nightlife of Amsterdam (feat Edvin Paul life koncert)
- 2003 Global
- 2003 Reflections
- 2005 Politics Of Dancing 2 Tour 2CD
- 2007 In Between
- 2012 Evolution
- 2015 The Politics Of Dancing 3
- 2017 From Then On
- 2018 Music Rescues Me

### Singly &EP
- 1994 „Pumpin“
- 1994 „The Green Valley EP“
- 1995 „Emergency (The Remixes)“
- 1996 „Beautiful Place“
- 1997 „Forbidden Fruit“
- 1997 „Words“
- 1998 „For An Angel“ (PvD's 1998 E-Werk Remix)
- 1999 „Another Way/Avenue“
- 2000 „Tell Me Why (The Riddle)“ (s Saint Etienne)
- 2000 „We Are Alive“ (s Jennifer Brown)
- 2001 „Columbia EP“
- 2002 „Animacion“
- 2003 „Nothing But You“ (s Hemstock & Jennings)
- 2003 "Time Of Our Lives (s kapelou Vega 4)/Connected"
- 2004 „Crush“ (s Second Sun)
- 2004 „Wir Sind Wir“ (featuring Peter Heppner)
- 2005 „The Other Side“ (s Wayne Jackson)
- 2007 „White Lies“ (featuring Jessica Sutta)
- 2007 „Let Go“ (featuring Rea Garvey)
- 2009 „For An Angel 2009“
- 2009 „Home“ (featuring Johnny McDaid)
- 2012 „Verano“ (featuring Austin Leeds)
- 2012 „Eternity“ (featuring Adam Young)
- 2012 „The Ocean“ (featuring Arty)
- 2012 „I Don't Deserve You“ (featuring Plumb)
- 2013 „We Are One 2013“ (featuring Arnej)
- 2013 „We Are Tonight“ (featuring Christian Burns)
- 2014 „Come With Me (We Are One 2014)“ (s Ummet Ozcan)
- 2014 „Only In A Dream“ (s Jessus & Adham Ashraf featuring Tricia McTeague)
- 2014 „Guardian“ (s Aly & Fila featuring Sue McLaren)
- 2015 „Louder“ (s Roger Shah featuring Daphne Khoo)
- 2015 „What We're Livin For“ (s Michael Tsukerman featuring Patrick Droney)
- 2015 „For You“ (s Genix)
- 2015 „Lights“ (featuring Sue McLaren)
- 2016 „Together Again“ (s Sue McLaren & Farhad Mahdavi)
- 2016 „Berlinition“ (s Chris Bekker & Chris Montana)
- 2016 „We Are“ (s Alex M.O.R.P.H.)
- 2016 „Everyone Needs Love“ (s Ronald van Gelderen featuring Gaelan & Eric Lumiere)
- 2017 „Touched By Heaven“
- 2017 „Stronger Together“ (s Pierre Pienaar)
- 2017 „I Am Alive“
- 2017 „Escape Reality Tonight“ (s Emanuele Braveri featuring Rebecca Louise Burch)
- 2018 „Breaking Dawn“ (s Alex M.O.R.P.H.)
- 2018 „SHINE Ibiza Anthem 2018“ (jako SHINE)
- 2018 „Music Rescues Me“ (featuring Plumb)
- 2018 „Voyager“ (s Alex M.O.R.P.H.)
- 2019 „Moments With You“ (s Rafael Osmo)
- 2019 „Aurora“ (s Steve Dekay)
- 2019 „Future Memories“ (s Saad Ayub)
- 2019 „Accelerator“ (s Jordan Suckley)

### Spolupráce
- "The Visions Of Shiva" (s Cosmic Baby)
  - 1992 Perfect Day
  - 1993 How Much Can You Take?

### Video
- 2003 Global (DVD)

### DJ kompilace
- 1993 X-MIX-1 (The MFS Trip)
- 1997 Perspective - A Collection Of Remixes 1992-1997
- 1998 Vorsprung Dyk Technik
- 2001 The Politics of Dancing
- 2005 The Politics of Dancing 2